# Duchailluia assimilis
Duchailluia assimilis är en kackerlacksart som först beskrevs av Robert Walter Campbell Shelford 1908.  Duchailluia assimilis ingår i släktet Duchailluia och familjen storkackerlackor.
Artens utbredningsområde är Kamerun. Inga underarter finns listade i Catalogue of Life.